# Nelson Bonilla
Nelson Wilfredo Bonilla Sánchez (ur. 11 września 1990 w San Salvadorze) – salwadorski piłkarz występujący na pozycji napastnika, reprezentant Salwadoru, od 2023 roku zawodnik tajlandzkiego Sukhothai.

## Życiorys

### Kariera klubowa
Bonilla pochodzi ze stołecznego miasta San Salvador i jest wychowankiem tamtejszego klubu Alianza FC. W seniorskiej drużynie zadebiutował w sezonie 2010/2011, natomiast premierowego gola w lidze zdobył 13 sierpnia 2011 w wygranym 2:0 spotkaniu z Atlético Marte. W wiosennym sezonie Clausura 2011 wywalczył z Alianzą pierwszy w karierze tytuł mistrza Salwadoru. W sezonie 2014/2015 grał w Viitorul Konstanca. W sezonie 2015/2016 był zawodnikiem Zirə Baku. W 2016 przeszedł do CD Nacional.
Następnie był zawodnikiem klubów: Gazişehir Gaziantep FK, UD Oliveirense i Sukhothai FC.
28 listopada 2018 podpisał kontrakt z tajskim klubem Bangkok United FC, umowa do 30 listopada 2020; kwota odstępnego 800 tys. euro.

### Kariera reprezentacyjna
W seniorskiej reprezentacji Salwadoru Bonilla zadebiutował za kadencji urugwajskiego selekcjonera Rubéna Israela, 23 maja 2012 w zremisowanym 2:2 meczu towarzyskim z Nową Zelandią. Trzy dni później, w wygranym 2:0 sparingu z Mołdawią, strzelił pierwszą bramkę w kadrze narodowej. Wziął udział w eliminacjach do Mistrzostw Świata 2014.